# Noerlat
Noerlat (Russisch en Tataars: Нурлат) is een stad in de Russische autonome republiek Tatarije. De stad ligt aan de rivier de Kondoertsja (Кондурча) (stroomgebied van de Wolga), 268 km ten zuidoosten van Kazan.
Noerlat werd gesticht in 1905 als een nederzetting rond een spoorwegstation, en noemde toen Noerlat-Oktjabrski. De stadsstatus werd bekomen in 1961.
Er is een luchthaven vlak bij Noerlat.
| 1939  | 1959   | 1979   | 1989   | 2002   |
| ----- | ------ | ------ | ------ | ------ |
| 4.500 | 12.700 | 18.600 | 23.500 | 32.527 |

Bestuurlijk centrum: Kazan

Agryz · Almetjevsk · Aznakajevo · Bavly · Boegoelma · Boeinsk · Bolgar · Jelaboega · Laisjevo · Leninogorsk · Mamadysj · Mendelejevsk · Menzelinsk · Naberezjnye Tsjelny · Nizjnekamsk · Noerlat · Tetjoesji · Tsjistopol · Zainsk · Zelenodolsk